# Zhou
Zhou (chinês: 咒, pinyin: Zhòu; bra: Marcas da Maldição; prt: Maldição) é um filme taiwanês no estilo found footage de suspense e terror lançado em 2022 e dirigido por Kevin Ko, que também escreveu parte do roteiro. O filme foi lançado em Taiwan em 18 de março de 2022 e se tornou o filme de terror taiwanês de maior bilheteria já feito. E então, recebeu uma distribuição mundial pela Netflix em 8 de julho de 2022.

## Enredo
Uma mulher chamada Li Ronan implora para que o espectador memorize um tipo de insígnia e recite um encantamento para enviar bençãos e acabe com a maldição de sua filha de seis anos, chamada Dodo. A insígnia e o encantamento são intercalados frequentemente ao longo do filme para encorajar o espectador a orar junto. Os eventos são mostrados no filme na forma de um found footage, em uma maneira não-linear. O enredo aqui escrito está na ordem cronológica.
Seis anos antes, Ronan ainda nas primeiras semanas de gravidez, seu namorado Dom, e o primo de Dom chamado Yuan, quebram um sério tabu religioso enquanto gravam e documentam um ritual familiar para o canal de vídeos online deles. Os protagonistas visitam os parentes de Dom e Yuan em uma remota aldeia nas montanhas, onde os aldeões praticam uma religião esotérica de Iunã, adorando uma divindade ancestral chamada Buddha Mãe. Eles espiam os praticantes preparando uma criança para o sacrifício a tal divindade. A criança, com seu corpo coberto com runas desenhadas, é abandonada inconsciente na frente de um túnel do qual os praticantes dizem explicitamente ser proibido a entrada do trio. Dom e Yuan entram no túnel; Alguns momentos depois Yuan sai gritando, e o cadáver de Dom é retirado pelos aldeões praticantes. O arquivo do vídeo gravado lá dentro ficou corrompido desde então. Depois que Dodo nasce, Ronan deixa ela em um orfanato e procura ajuda psiquiátrica.
No presente, Ronan se recuperou e decide levar Dodo para morar com ela, quando finalmente se sente pronta. Dodo então é perturbada por uma presença maligna e desenvolve uma doença debilitante. Quando assistentes sociais chegam para levar Dodo embora por sentirem que Ronan é inadequada para criar uma criança, a mãe e filha escapam com a ajuda de Ming, o simpático cuidador do orfanato. Eles levam Dodo a um templo, onde um monge e sua esposa a proíbem de comer pelos próximos sete dias, mas quando runas aparecem por todo o corpo dela, Ronan a alimenta em desespero. O padre e sua esposa são mortos violentamente pela entidade e Dodo se deteriora cada vez mais.
Ming vai para Iunã para conduzir mais pesquisas sobre a religião, e também consegue recuperar o arquivo corrompido da gravação no túnel. Depois de assistir, Ming é possuído e se suicida. Na gravação, é mostrado que Dom e Yuan viram itens perturbadores colocados ritualisticamente por todo o túnel, que levava ao altar da Buddha Mãe. Quando remove o véu do rosto de Buddha Mãe, Dom é possuído e morre, Yuan consegue escapar do túnel, mas é violentamente morto por forças superiores. Os aldeões queimaram o corpo de Dom, seus próprios corpos também estavam cobertos em runas.
Ronan confessa que ela tem mentido para o espectador o tempo todo. O monge que Ming visitou em Iunã revelou que a Buddha Mãe é de fato uma entidade maligna. Se alguém submeter seu nome ao encantamento, significa que concorda em carregar a maldição. Em vez de transmitir bênçãos, o encantamento serve na verdade para diluir a maldição, quanto mais as pessoas o entoam, mais a maldição se espalha e o fardo daqueles que a carregam torna-se mais leve, com menos infortúnios caindo sobre eles. O rosto da Buddha Mãe deve ser coberto porque é a fonte da maldição. Ronan devolve Dodo ao lar adotivo e viaja de volta para o túnel na vila agora abandonada. No altar, ela revela o rosto de Buddha Mãe diante das câmeras, com a intenção de amaldiçoar os espectadores para salvar sua filha. Ela então é possuída e se suicida. O filme termina com um vídeo de Dodo feliz e saudável, o que implica que o fardo de sua maldição foi compartilhado com todos que assistiram ao filme, aliviando seus efeitos.

## Elenco
- Tsai Hsuan-yen como Li Ronan
- Huang Sin-ting como Dodo
- Kao Ying-hsuan como Ming
- Sean Lin como Dom
- RQ (Wen Ching-yu) como Yuan

## Produção

### Inspiração
O filme foi inspirado por um incidente em um incidente no distrito de Gushan em Kaohsiung no ano de 2005. Uma família de seis pessoas alegaram estarem possuídas por diversas divindades chinesas e acusaram uns aos outros de estarem possuídos por demônios fingindo ser divindades. Eles se queimavam com incensos, batiam uns nos outros com gravetos e objetos espirituais, e jogavam fezes e urina uns nos outros numa tentativa de expulsar os demônios. No final, eles escolheram a filha mais velha e a atacaram até a morte. Os outros 5 membros da família foram posteriormente acusados do crime de “abandono de pessoa indefesa resultando na morte do indivíduo”. O caso foi considerado uma histeria coletiva.

### Design
Kevin Ko explicou que Buddha Mãe, os gestos das mãos, os encantamentos, os símbolos e tudo o que está associado à religião no filme são todos fictícios. Grande parte do orçamento foi gasto no design e produção dos adereços, especialmente na grande estátua de Buddha Mãe.
A imagem de Buddha Mãe foi inspirado em elementos do budismo tibetano e do hinduísmo.

## Recepção

### Receita
Em junho de 2022, o filme arrecadou NT$ 170 milhões (US$ 5,7 milhões), tornando-o o filme de maior bilheteria de 2022 em Taiwan. Também tornou-se o filme de terror taiwanês de maior bilheteria de todos os tempos.

### Crítica
No site Rotten Tomatoes, o filme tem índice de aprovação de 75% com base em 12 resenhas, com nota média de 6,8/10.

### Público
No Brasil e em Portugal, o filme foi muito bem recebido, mas alguns espectadores alegaram se sentir amaldiçoados pelo filme, e ficaram com medo da maldição fictícia.

## Prêmios e indicações
| Prêmio                   | Categoria                   | Indicação                                                      | Resultado | Ref.          |
| ------------------------ | --------------------------- | -------------------------------------------------------------- | --------- | ------------- |
| 24th Taipei Film Awards  | Melhor Filme de icção       | Incantation                                                    | Indicado  | [ 11 ] [ 12 ] |
| 24th Taipei Film Awards  | Melhor Diretor              | Kevin Ko                                                       | Indicado  | [ 11 ] [ 12 ] |
| 24th Taipei Film Awards  | Melhor Atriz Principal      | Tsai Hsuan-yen                                                 | Indicado  | [ 11 ] [ 12 ] |
| 24th Taipei Film Awards  | Melhor Ator Coadjuvante     | Kao Ying-hsuan                                                 | Venceu    | [ 11 ] [ 12 ] |
| 24th Taipei Film Awards  | Melhor Fotografia           | Chen Ko-chin                                                   | Indicado  | [ 11 ] [ 12 ] |
| 24th Taipei Film Awards  | Melhor Direção de Arte      | Otto Chen                                                      | Venceu    | [ 11 ] [ 12 ] |
| 24th Taipei Film Awards  | Melhores Efeitos Visuais    | MoonShine Animation                                            | Indicado  | [ 11 ] [ 12 ] |
| 59th Golden Horse Awards | Melhor filme de ficção      | Incantation                                                    | Indicado  | [ 13 ]        |
| 59th Golden Horse Awards | Melhor Diretor              | Kevin Ko                                                       | Indicado  | [ 13 ]        |
| 59th Golden Horse Awards | Melhor Atriz Principal      | Tsai Hsuan-yen                                                 | Indicado  | [ 13 ]        |
| 59th Golden Horse Awards | Melhor Ator Coadjuvante     | Kao Ying-hsuan                                                 | Indicado  | [ 13 ]        |
| 59th Golden Horse Awards | Melhor Ator Revelação       | Huang Sin-ting                                                 | Indicado  | [ 13 ]        |
| 59th Golden Horse Awards | Melhor Roteiro Original     | Chang Che-wei and Kevin Ko                                     | Indicado  | [ 13 ]        |
| 59th Golden Horse Awards | Melhor Fotografia           | Chen Ko-chin                                                   | Indicado  | [ 13 ]        |
| 59th Golden Horse Awards | Melhores Efeitos Visuais    | Huang Min-pin, Hsieh Meng-cheng, Lu Kuan-sang and Li Che-cheng | Indicado  | [ 13 ]        |
| 59th Golden Horse Awards | Melhor Direção de Arte      | Otto Chen                                                      | Indicado  | [ 13 ]        |
| 59th Golden Horse Awards | Melhor Maquiagem e Figurino | Dong Yan-xiu and Chu Chia-yi                                   | Indicado  | [ 13 ]        |
| 59th Golden Horse Awards | Melhor Trilha Sonora        | Rockid Lee                                                     | Indicado  | [ 13 ]        |
| 59th Golden Horse Awards | Melhor Edição               | Kevin Ko                                                       | Venceu    | [ 13 ]        |
| 59th Golden Horse Awards | Melhores Efeitos Sonoros    | R.T Kao, Rockid Lee and Richard Hocks                          | Venceu    | [ 13 ]        |
| 59th Golden Horse Awards | Prêmio Escolha do Público   | Incantation                                                    | Indicado  | [ 13 ]        |